# Ecografia
Una ecografia (també anomenada, molt rarament, ultrasonografia o ecosonografia) és un procediment per obtenir imatges emprant els ecos d'una emissió d'ultrasons dirigida sobre un cos o objecte com a font de dades per formar una imatge dels òrgans o masses internes amb finalitats de diagnòstic. Un transductor emet ones d'ultrasons. Aquestes ones sonores d'alta freqüència es transmeten cap a l'àrea del cos que s'estudia, i es rep el seu ressò. El transductor recull el ressò de les ones sonores i un ordinador converteix aquest ressò en una imatge que apareix en la pantalla. Actualment existeix també l'ecografia 4D.
L'ecografia és un procediment innocu, ja que no utilitza radiacions, i per això es fa servir per visualitzar fetus que s'estan formant.
Per sotmetre's a un examen d'ecografia, el pacient s'estira sobre una taula i el metge mou el transductor sobre la pell que es troba sobre la part del cos a examinar. Abans cal posar un gel sobre la pell per a la correcta transmissió dels ultrasons.
Rarament s'utilitzen contrastos en ecografia: consisteixen en microbombolles de gas estabilitzades que presenten un fenomen de ressonància en ser insonades, i incrementen el senyal que rep el transductor. Així, per exemple, és possible veure quin és el patró de vascularització d'un tumor, el qual dona pistes sobre la seva naturalesa. En el futur potser és possible administrar fàrmacs com els quimioteràpics, lligats a bombolles semblants, perquè aquestes alliberin el fàrmac únicament en l'òrgan que s'està insonant, per així aconseguir una dosi màxima en el lloc que interessa, disminuint la toxicitat general.

## Expansions

### Ecografia Doppler
Que utilitza l'efecte Doppler per avaluar si les estructures (usualment sang) s'estan apropant o allunyant de la sonda, i la seva velocitat relativa.

### Ecografia amb contrast
Un mitjà de contrast per l'ecografia mèdica és una formulació de microbombolles gasoses encapsulades que augmenten l'ecogenicitat de la sang, descobert pel Dr Raymond Gramiak el 1968.

### Ecografia molecular
El futur de l'ecografia de contrast és a la imatge molecular amb aplicacions clíniques potencials que s'esperen utilitzar per a la detecció del càncer en la seva etapa més inicial d'aparició.

### Elastografia
És una tècnica d'ecografia en què es mostren les propietats elàstiques dels teixits tous diferenciadament.

### Ecografia de compressió
És una tècnica simplificada utilitzada per al diagnòstic ràpid de la trombosi venosa profunda.

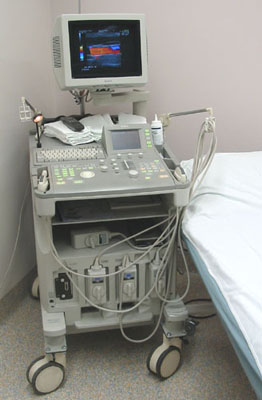
Equip per a ecografia mèdica (o ecògraf)
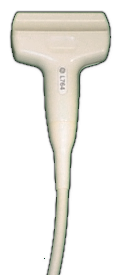
Transductor
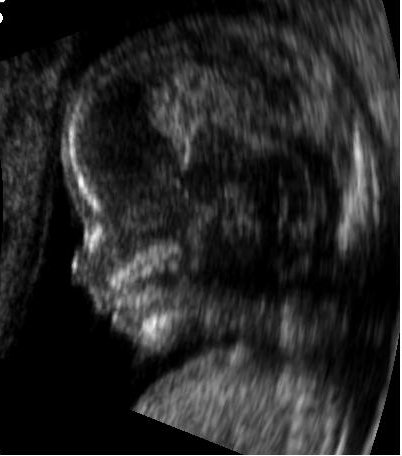
Ecografia del cap (de perfil) d'un fetus de 14 setmanes
Eco-Doppler: valorant el flux sanguini a través de la vàlvula mitral
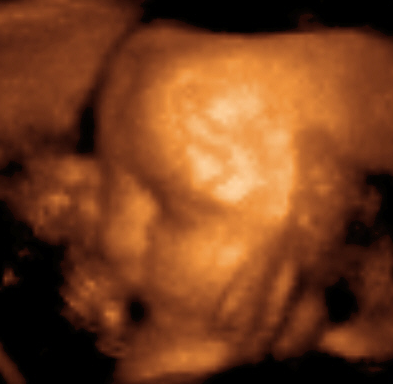
Ecografia en 3D de la cara (i la mà dreta prop de la seva boca) d'un fetus de 29 setmanes
Ecocardiografia en 3D